# Statue stele di Bagnolo
Le statue stele di Bagnolo sono due statue menhir ritrovate nei pressi del monte Mignone a Ceresolo-Bagnolo, nel comune di Malegno in provincia di Brescia.
La prima stele venne scoperta nel 1963. Su questa stele sono scolpiti quattordici oggetti tra i quali un sole, un'ascia, parecchi pugnali di tipo "Remedelliano" una cinghia e uno stambecco.
Nel 1972 venne ritrovata una seconda stele, simile alla precedente, su cui erano rappresentati sedici oggetti, tra cui lo stesso tipo di pugnali e asce della precedente stele, un sole, un cane e un uomo con l'aratro trainato da due buoi; vi erano scolpiti inoltre oggetti interpretabili come collane e ciondoli.
Frammenti di altre statue furono trovati nelle vicinanze di Ossimo e Borno.
Dallo stile dei pugnali osservabili nelle due statue è stato possibile datarle al calcolitico, fra gli inizi e la metà del III millennio a.C., probabilmente sono ascrivibili alle prime popolazioni indoeuropee stabilitesi nella penisola.

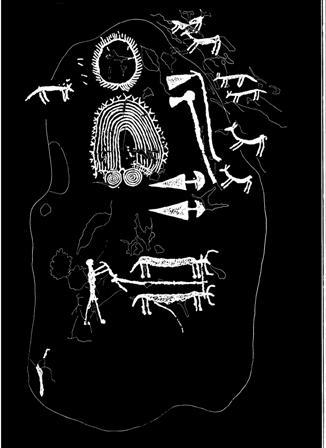
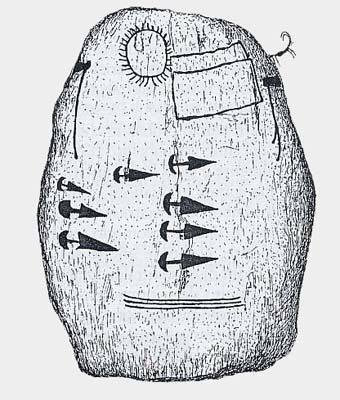